# Piper PA-23
Piper PA-23, Apache in kasneje Aztec je družina 4-6 sedežnih dvomotornih večnamenskih letal. Poleg civilnih uporabnikov jih uporabljajo tudi letalske sile nekaterih držav. Letala je sprva zasnoval Stinson Aircraft Company v 1950ih, proizvajal pa jih je Piper Aircraft v obdobju 1952–1981, proizvodnja je obsegala skoraj 7 tisoč letal.
Letalo ima porabo goriva okoli 28 gal/h (105 L/h) in tipično potovalno hitrost 150 vozlov.
PA-23 je bil prvo Piperjevo dvomotorno letalo. V Ameriški mornarici je letalo imelo oznako "UO-1", kasneje pa "U-11A" 

## Specifikacije (PA-23-250F, z neprisilno polnjenim motorjem)
Podatki iz Jane's All The World's Aircraft 1976–77; Taylor 1976, pp. 348–349.
Splošne karakteristike
- Posadka: 1
- Število sedežev: 5 potnikov
- Tovor: 1600 lb (725 kg)
- Dolžina: 31 ft 2¾ in (9,52 m)
- Razpon kril: 37 ft 2½ in (11,34 m)
- Višina: 10 ft 4 in (3,15 m)
- Širina kabine: 49 in ( 1,24 m)
- Višina kabine: 41 in (1,04 m)
- Površina kril: 207,6 ft² (19,28 m²)
- Aeroprofil: USA 35-B (modificiran)
- Vitkost: 6,8:1
- Teža praznega letala: 3180 lb (1442 kg)
- Maks. vzletna teža: 5200 lb (2360 kg)
- Pogon letala: 2 ×  6-valjni protibatni bencinski motor Lycoming IO-540-C4B5, 250 KM (187 kW)  vsak
- Propelerji: 2-kraki Hartzell HC-E2YK-2RB propeler s konstantnimi vrtljaji

 Zmogljivost 
- Neprekoračljiva hitrost: 277 mph (240 vozlov, 446 km/h)
- Maks. hitrost: 215 mph (187 vozlov, 346 km/h)
- Potovalna hitrost: 172 mph (150 vozlov, 278 km/h) na višini 10200 ft (3110 m) (potovalna hitrost za velik dolet)
- Hitrost porušitve vzgona: 68 mph (59 vozlov, 109 km/h) s spuščenimi zakrilci
- Doseg: 1519 milj (1320 nmi, 2445 km) pri potovalni hitrosti za največji dolet
- Višina leta: 18950 ft (5775 m) (največ)
- Hitrost vzpenjanja: 1400 ft/min (7,1 m/s)